# Búrfell (Skeiða- og Gnúpverjahreppur)
Pour les articles homonymes, voir Búrfell.
La Búrfell, toponyme islandais signifiant « la montagne du cellier », est un volcan du Sud de l'Islande, au nord-ouest de l'Hekla, en limite des Hautes Terres.

## Géographie
Ce tuya culminant à 669 mètres d'altitude et de forme allongée barre la Þjórsárdalur. Le cours d'eau principal de la vallée, le fleuve Þjórsá, butte contre l'extrémité nord-est de la montagne et contourne la montagne par le sud en formant les cascades de Tröllkonufoss et Þjófafoss mais une partie de l'eau du fleuve passe aussi par le nord via les aménagements hydrauliques d'une centrale électrique. À ses pieds à son extrémité méridionale se trouve l'une des rares forêts en Islande, la Búrfellskógur.

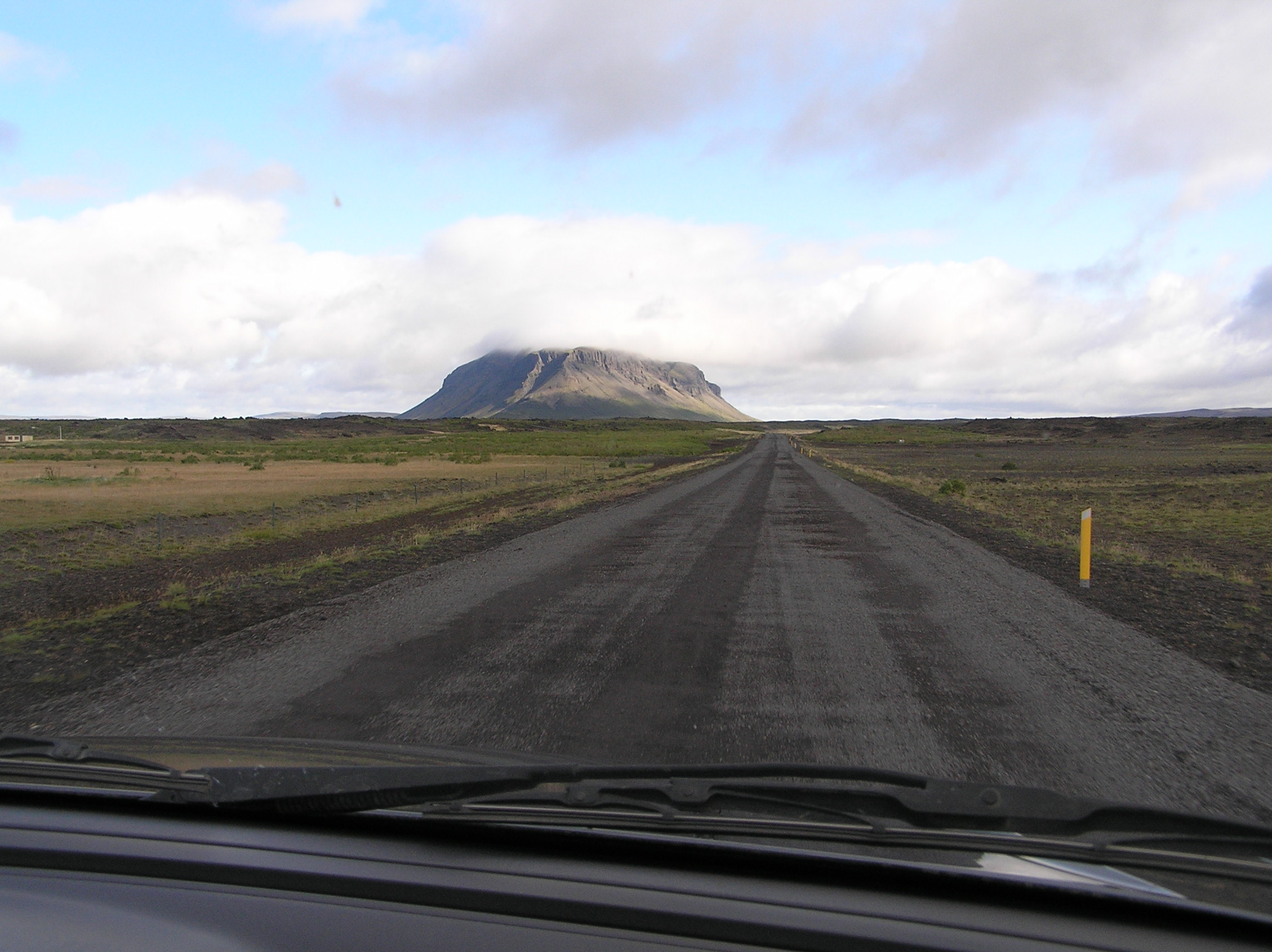
Vue de la Búrfell depuis la route F225 à l'est.